# 轵国故城

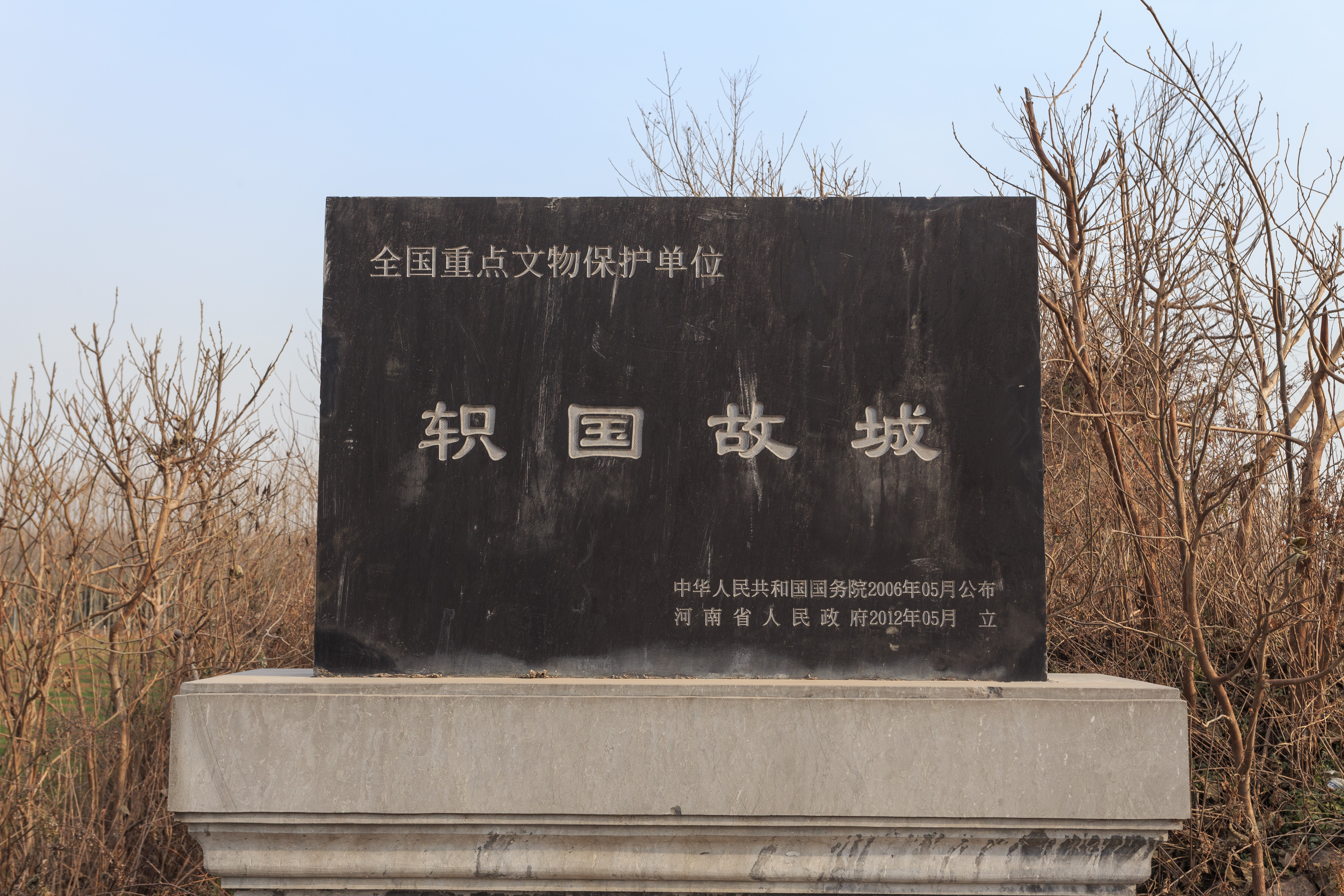

轵国故城曾是轵国的都城，位于今河南省济源市南部轵城镇，春秋时期是东周畿内的领地，到了战国时期曾是韩国的国都。秦代在这里设轵县，隶属于三川郡。北朝始封轵国于此。近代被列为河南全国重点文物保护单位。